# Christian Oberhey

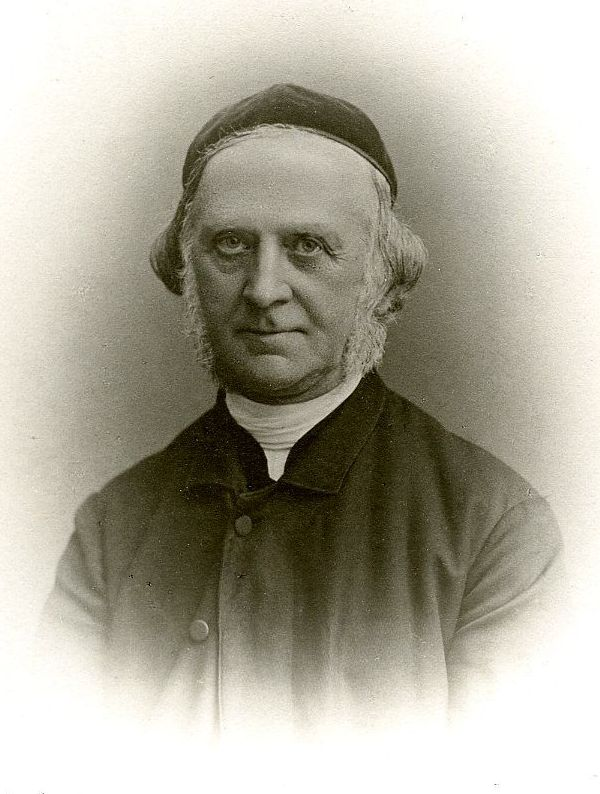
Christian Oberhey, um 1900

Christian Oberhey (* 12. Februar 1818 in Braunschweig; † 24. Dezember 1905 ebenda; vollständiger Name Heinrich Ludwig Christian Oberhey) war ein deutscher evangelisch-lutherischer Theologe, Pastor in der Evangelisch-lutherischen Landeskirche in Braunschweig und Hymnologe.

## Leben
Als Sohn eines Lebensmittelhändlers in der kleinen Straße Garküche in Braunschweig besuchte er als Schüler das nahegelegene Martino-Katharineum, wechselte 1838 auf das Collegium Carolinum und schloss dort 1839 seine Vorbildung für das Hochschulstudium mit dem Abitur ab. Es folgte ein Studium der Theologie an der Universität Jena. Dort hörte er Vorlesungen bei Karl Hase und Ludwig Friedrich Otto Baumgarten-Crusius. Zwei Jahre später schrieb er sich an der Universität Göttingen ein, um an den Vorlesungen von Friedrich Lücke teilzunehmen, einem damals weitbekannten und anerkannten Interpreten des Johannesevangeliums.
Im September 1843 bestand Oberhey in Wolfenbüttel sein theologisches Vorexamen. In einer insgesamt langen und entsagungsvollen Zeit von zehn Jahren bis zum Hauptexamen fand er kleine Anstellungen als Hauslehrer an verschiedenen Orten, schließlich auch als außerordentlicher Lehrer an der westlichen Bezirksschule in Braunschweig. 1853 legte er das Hauptexamen mit dem Prädikat „wohlbestanden“ ab. Kurzzeitig übernahm er in Denstorf die Seelsorge als Aushilfe für den erkrankten Pastor Rohde. 1855 folgte der Besuch des Predigerseminars in Wolfenbüttel. Zur gleichen Zeit unterrichtete er an der dortigen Bürgerschule und nutzte seine freie Zeit, um in der Wolfenbüttler Bibliothek zu lesen.
Seine erste Pastorenstelle trat Oberhey 1856 in Wieda an. 1868 wurde er als Superintendent nach Wendeburg berufen. 1877 übernahm er auf eigenen Wunsch in gleicher Funktion die frei gewordene Stelle als Pastor der Parochie Wahle. 1893 wurde er mit dem Titel Kirchenrat ausgezeichnet. Zwei Jahre nach seiner Emeritierung – anlässlich seines 80. Geburtstags – wurde ihm von der theologischen Fakultät der Universität Göttingen, seiner ehemaligen Alma Mater, die Ehrendoktorwürde verliehen.

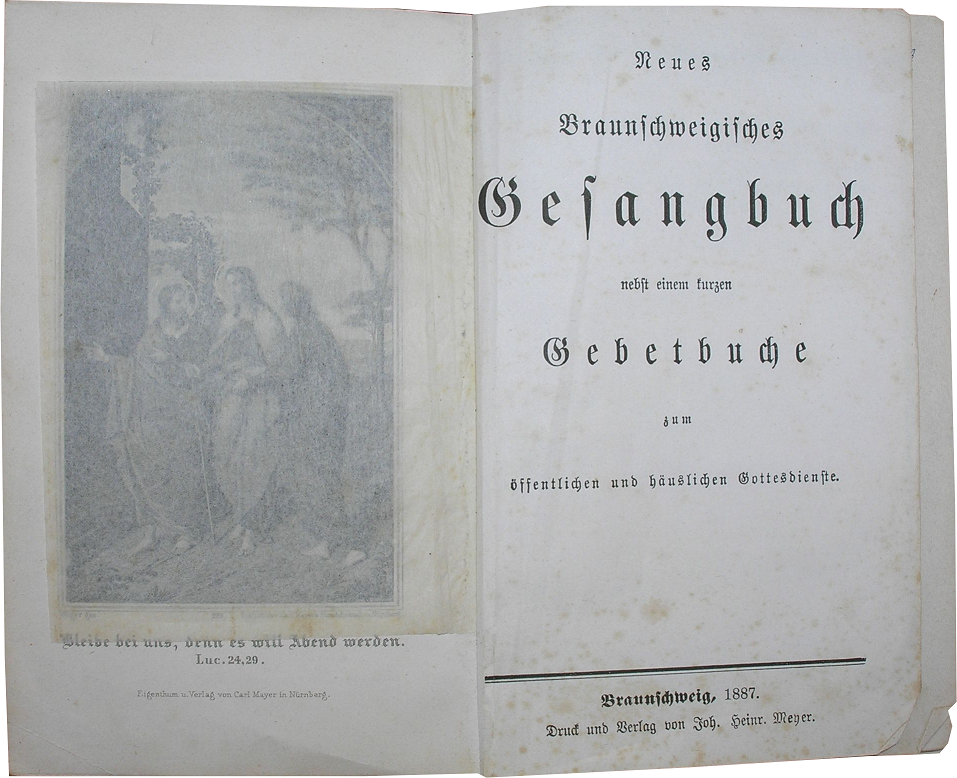
Titelblatt des Neuen Braunschweigischen Gesangbuchs, Druck 1887

## Würdigung
Christian Oberhey hat eine zweibändige Monographie zum Braunschweigischen Gesangbuch von 1779/80 verfasst, in der er die Entstehung dieses Gesangbuchs der Aufklärung schildert. Er nennt dabei die Verfasser und die Quelle der Lieder sowie die an ihnen vorgenommenen textlichen Veränderungen. Ohne seine detaillierten Arbeiten wäre es heute kaum möglich, die im Lauf der Zeit veränderten Liedanfänge ihren ursprünglichen Kirchenliedtexten und die im 18. Jahrhundert entstandenen Lieder ihren Autoren zuzuordnen.
Die Liedauswahl dieses Gesangbuchs nahm er dabei gegen Angriffe des konfessionalistisch-lutherischen Lagers in Schutz und befürwortete dennoch die Herstellung eines neuen Gesangbuchs. Er hat auf diese Weise zur Entstehung des Gesangbuchs für die evangelisch-lutherische Kirche des Herzogtums Braunschweig vom Jahre 1902 beigetragen. Es war das erste Gesangbuch mit Noten über den meisten Liedtexten und die Lieder waren mit den Namen der Verfasser und Komponisten versehen. Es wurde 1950 durch das evangelische Kirchengesangbuch ersetzt.

## Schriften (Auswahl)
- Das braunschweigische Gesangbuch nach seiner Entstehung und Gestaltung. Beitrag zur Geschichte der Gesangbuchreform im vorigen Jahrhundert. [1. Beitr.] Das Braunschweigische Gesangbuch nach seiner Entstehung und Gestaltung. G.C.E. Meyer, Braunschweig 1880.
- Die Lieder des braunschweigischen Gesangbuches hinsichtlich ihrer Entstehung und Gestaltung der Reihe nach beschrieben: zweiter Beitrag zur Geschichte der Gesangbuchreform im vorigen Jahrhundert. G.C.E. Meyer, Braunschweig 1898.
- Melanchthons Gedichte / Philippus Melanchthon. Ausgewählt und übersetzt von Christian Oberhey. Mühlmann, Halle 1897.
- Der Gottesbrunnen der Menschheit: Zur Einführung ins Johannesevangelium. Meyer, Braunschweig 1902.